# Terrain Terry Fox
Le Terrain Terry Fox (anglais : Terry Fox Field) est un stade multifonction situé à l'Université Simon Fraser au Canada (dans la province de Colombie-Britannique). Il est le stade domicile des équipes de football, d'athlétisme et de football américain (de 2010 à 2013) du Clan de Simon Fraser et des équipes de residency (M18 et M16) des Whitecaps de Vancouver.

## Nom
Ce stade tient son nom de Terry Fox, qui était un étudiant de Simon Fraser et qui était un athlète de l'équipe junior varsity de basket-ball de l'Université.

## Information
Sur le terrain de ce stade, les terrains de football, de football américain et de la crosse se chevauchent. Afin de s'adapter à la transition de Simon Fraser du SIC, dont les membres jouent du football canadien, à la NCAA, dont les membres jouent du football américain, le stade fut rénové en 2011 et le vieu terrain de football canadien fut remplacé par un terrain de football américain. Les pistes autour des terrains sont classifiées comme « pistes Standards », selon les critères de l'Association internationale des fédérations d'athlétisme.